# دهستان کفشکنان
دهستان کفشکنان، یکی از دهستان‌های بخش مرکزی شهرستان بهمئی در استان کهگیلویه و بویراحمد ایران است.
منطقه‌ای تفریحی وکوهستانی دارای جنگل‌های انبوه درختان بادام و بلوط در سواحل سد مارون است.

## پیشینه تاریخی
این دهستان قدمت چند هزار ساله دارد و آثار به جای مانده از بقایای آتشکده‌ها گویای این مطلب است.
در گذشته رودخانه مارون از کنار روستا عبور می‌کرده‌است که بعدها به علت ریزش و نشست زمین مسیر رودخانه عوض شده و شهر ارجان (که در نزدیکی شهر بهبهان و دهستان کفشکنان قرار دارد) به زیر گل و لای و زمین فرورفت و آثاری از این شهر هنوز برجاست.
در قسمت شرقی دهستان بقایایی از یک معبد بسیار بزرگ به جا مانده که به توول کای مرتضایی (اتاق‌های کائید مرتضی) که از اجداد مردم این دهستان است معروف است این ساختمان که در نزدیکی آن سه گنبدان که شامل سه گنبد آتشکده بزرگ می‌باشد نیز موجود است.
در گذشته برای احرام و تقدس آتشکده مردم کفش‌های خود را در کنار رودخانه کنده و غسل کرده و با پای برهنه به زیارت معبد می‌رفتند. از این رو نام این محل کفشکنان می‌باشد.

آتشکده کفشکنان (توول کای مرتضائی)

(توول کای مرتضائی در سال ۱۳۶۸)

## آتشکده‌های دهستان
- آتشکده کفشکنان
- آتشکده گل سرخ دان
- آتشکده سه‌گانه سه گنبدان

## مردم‌شناسی

### نژاد
ساکنین این دهستان از ایل طیبی گرمسیر شاخه روتلخی هستند که مهاجرینی از بخش بهمئی نیز به این دهستان وارد شده‌اند.

### نام خانوادگی
نام‌های خانوادگی این مردم عمدتاً از نام اجدادشان می‌باشد.
به عنوان نمونه شجاعی، نجاتی-علیزاده- علی‌پور-کریمی-روتلخی-مرتضوی-رحیمی-کاظمی -تواره-دواره و…
نام خانوادگی مردم این دهستان اکثراً داری پسوند خشاب می‌باشد که به معنی خوش آب است
که اشاره به چشمه‌های آب تلخ و آب شیرین که در دو طرف دهستان واقع است دارد.

### آسیب‌شناسی جمعیت
در پی زلزله‌ای که در سال ۱۳۶۸ رخ داد و ویرانی به بار آورد جمعیت عمده دهستان به شهرک تازه تأسیس ولی عصر (میدان غلامک) مهاجرت کردند.

### حجاب زنان

زن با حجاب (جان بگم کرمی)

زنان دهستان از حجاب کامل برخوردار بوده که این حجاب شامل:
۱- مینا با فتح میم: به پارچه درازی می‌گویند که رنگ آن مشکی و تمام سینه و پشت و گردن را می‌پوشاند که حجاب تمام زنان جنوب کشور محسوب می‌شود.
۲- لباس یک تکه بلند که مخصوص عشایر جنوب می‌باشد و دامن آن از پهلو چاک خورده‌است.
۳- دامن: این دامن جدا از لباس یک پارچه‌است و طول آن بدون کش گاه تا ده متر هم می‌رسد که این وسعت برای مانور حرکات زن و پوشیده بودن او در زیر دامن می‌باشد. دامن در طرح‌ها و رنگ‌های گوناگون طراحی و دوخته می‌شود.
۴- چادر: در اغلب اوقات استفاده نمی‌شود چون لباس محلی به شدت حافظ حجاب است وجود آن غیرضروری به نظر می‌رسد. موارد استفاده چادر دررفت‌وآمدهای رسمی است که نشان دهنده عزم زن برای سفر به خارج از محدوده معمولی دارد.

## عادات و رسوم

### عروسی
- خواستگاری

داماد و خانواده اش به خانه عروس برای آشنایی و صحبت می‌روند.
- نشانه بندان (نامزدی)

طلا و زیور آلات و همچنین لباسی برای عروس تهیه می‌شود که نشانه‌ای از تعلق آن به داماد است.
- کدخدائی (بله برون)

بزرگان خانواده داماد و عروس در یک جا جمع شده و تعیین مهر و جهیزیه (خانه‌داری) و زمان عروسی را به عهده می‌گیرند که معمولاً حرف اینان آخرین حرف است. جهیزیه به عهده داماد می‌باشد.
- عروسی کردن

در عروسی‌ها معمولاً از ساز و دهل استفاده می‌شود و سواربازی و چوب بازی و دستمال بازی همراه با مراسم دیگر در جریان عروسی متداول است.
هنگام ورود عروس گوسفندی جلوی داماد و عروس قربانی می‌کنند و از خون آن قربانی به کفش‌های خود می‌زنند یا از روی خون رد می‌شوند و نیز در درون سینی ای تخم مرغی و جو وشیرینی می‌گذارند و عروس و داماد پای خود را بر روی تخم مرغ می‌نهند و آن را می‌شکنند.
- پس پرده

بعد از سه روز خانه عروس غذایی تهیه کرده و به خانه داماد برده و به میمانان می‌دهند.

### ختم (فاتحه خوانی)
که بعد از دفن میت مراسم فاتحه در همان روز سه روزه پس از سه روز و هفته بعد از هفت روز و چهلم بعد از چهل روز و سالگرد پس از یک سال برگزار می‌شود.
در مراسم انجام شده میهمان با قرائت حمد و توحید و صلوات و قرائت قرآن برای روح مرحوم دعا کرده و صاحب عزا نیز وظیفه پذیرایی از میهمانان را دارد.
در میان زنان نیز مرسوم بوده که وابستگان نزدیک میت گیسوان (پل) خود را می‌بریدند؛ و به شروه گویی یا به محلی سرو گفتن مشغول می‌شوند. وگاهی نیز به سرو سینه خود می‌زنند.

### عزاداری محرم
در سوگ حسین و یارانش در هر محرم مردم با شور خاصی به‌طور خودجوش به یادبود و تعزیت این واقعه می‌پردازند.
- سینه زنی
- نوحه خوانی
- زنجیر زنی
- نشستن پای منبر واعظ
- روستا به روستا گشتن در روز دهم محرم

### یاالله یاالله بارونی
مراسمی برای طلب باران می‌باشد؛ که کودکان خانه به خانه گشته و آردی جمع‌آوری می‌کنند که این جمع کردن با شعر و ترانه و صداهای خاصی همراه می‌باشد و سپس با آرد جمع شده خمیر درست کرده و درمیان یکی از خمیرها سنگی قرار داده و خمیررا کودکان بین خود تقسیم می‌کنند و کسی که خمیری که در آن سنگ بود نصیبش می‌شد دو چانه خمیر به او می‌دادند؛ و بر عهده خدا می‌گذاشتند به خاطر لطفی که به این کودک کرده‌اند تا سه روز بعد باران ببارد و مردم را شاد کنند و خدا گروگان خود را آزاد کند و اگر باران نیاید کودک را به درون برم (چاله بزرگ) آب بیندازند.
در موقع جمع کردن آرد مردم پارچ آبی بر روی کودکان می‌ریزند و کودکان نیز با خواندن این شعر (اوشه رهتی خیرشه بده) آبش را ریختی برکتش را بده، خواهان آرد می‌شوند و مردم نیز به آنان آرد می‌دهند.

### نان پختن
نان تیری

میز چوبی و تاوه و دو تیرک و ظرف خمیر و سینی چانه خمیر

طرز پهن کردن خمیر بر روی میز

خمیر نسبتاً پهن شده

مردم این روستا عادت دارند که خود نان محلی به نام نان تیری بپزند.
وجه تسمیه این نان به تیری این است که در پخت آن از دو تیرک چوب استفاده می‌شود.
یکی برای اینکه خمیر را گرد و پهن کند و دیگری برای برداشتن نان از روی تابه استفاده می‌شود.
تابه و میز کوچکی که به شکل دایره طراحی شده از دیگر ادوات پخت نان هستند.
سوخت آتش زیر تابه از پشکل بزهایشان می‌باشد که هم به صرفه و هم تمییز و بی‌خطر می‌باشد.
بعد از پخت نان، نان‌ها را درون طویزه (حصیری گرد از جنس خرما) می‌گذارند و این نان‌های خشک شده تا مدت‌ها قابل استفاده‌است و بی اغراق می‌توان گفت اگر رطوبت به این نان نخورد تا ابد بدون فساد باقی خواهد ماند.
طریقه مصرف نان هم به صورت خشک و هم به صورت تر می‌باشد که برای تر کردن نان از آب معمولی استفاده می‌شود.
میز چوبی: میزی گرد که خمیر به شکل آن درآمده و پایه‌های کوتاهی دارد تا پا زیر آن پهن شود.
تاوه: قسمتی از سطح یک کره که از جنس آهن می‌باشد و گرما را از خود به راحتی عبور می‌دهد.
ظرف خمیر: ظرفی که در آن خمیر آرد گندم را قرار می‌دهند و روی آن را با پارچه‌ای سفید و تمییز می‌پوشانند و تا پایان مراحل نان پختن روی خمیرها پوشیده می‌ماند.
ظرف ارد: ظرفی که مقداری ارد در آن قرار دارد. موارد استفاده این آرد برای پاشیدن روی مچه (هویر) نان می‌باشد؛ که سطح میز را به آرد آغشته می‌کنند تا از چسبیدن خمیر به سطح چوبی میز جلوگیری شود.
سینی خمیر: سینی که در آن خمیرهایی که مچه (چانه) شده را می‌چینند و کنار دست قرار می‌دهند.
ظرف آب شور: مقدار آب که با نمک مخلوط شده کنار دست نانوا می‌باشد تا موقع گرفتن مچه دست‌هایش به خمیر نچسبد.

## امکانات رفاهی و اماکن زیارتی
دهستان دارای امکانات رفاهی از جمله آب شیرین لوله‌کشی شده و برق و تلفن و مرکز بهداشت (که بیش از بیست سال است در خدمت مردم مهربان دهستان می‌باشد) و خانه بهداشت می‌باشد.
همچنین دهستان دارای دو مسجد و یک حسینیه نیز می‌باشد.
این دهستان افتخار دارد که مضجع مقدس امامزاده سید جمال الدین از نوادگان امام موسی کاظم را در خود جای داده‌است.

## سنگ آسیاب

سنگ آسیاب

این سنگ بزرگ و سنگ بزرگتری که زیر آن قرار دارد قرن‌هاست که به عنوان آسیاب این مردم (دهستان کفشکنان) مورد استفاده قرار می‌گرفته‌است. نام محلی آن "برد هر " {bardahar}نام دارد.
آسیاب دو سنگ بوده که یک سنگ یعنی سنگ زیرین آن ثابت می‌باشد و دارای سطحی تخت می‌باشد که مواد برای آسیاب روی آن ریخته می‌شود؛ و سنگ رویین که به شکل استوانه‌ای گرد و صیقلی می‌باشد و بر روی سنگ زیرین غلط می‌خورد و مواد زیرین خود را سابیده و آرد می‌کند.
مصارف استفاده آن در خرد کردن گندم، جو، کنار، داروهای محلی، بلوط، و حتی سنگ‌های ریز برای مصارف درمانی است.
این سنگ در تل بچه خرو واقع گشته‌است؛ که تقریباً در وسط روستا و در جایی آرام و خلوت است.
استفاده از این سنگ برای همه مردم رایگان می‌باشد و حفاظت و نظافت آن را خود مردم به صورت مشارکتی بر عهده دارند.
این سنگ هم‌اکنون هم مورد استفاده قرار می‌گیرد؛ ولی به علت بی دقتی کودکان سنگ رویین از بالای تپه به پایین سرازیر گشته و قسمتی از آن شکسته‌است.

## کشاورزی
محصولات تولیدی مردم از زمین بیشتر گندم می‌باشد. روش کشاورزی مردم به دلیل کمبود زمین و قحطی‌های مستمر به صورت سنتی و دستی می‌باشد. کاشت گندم به صورت دیم می‌باشد. مردم به وسیله خیش و حیوانات اهلی زمین را شخم می‌زنند.

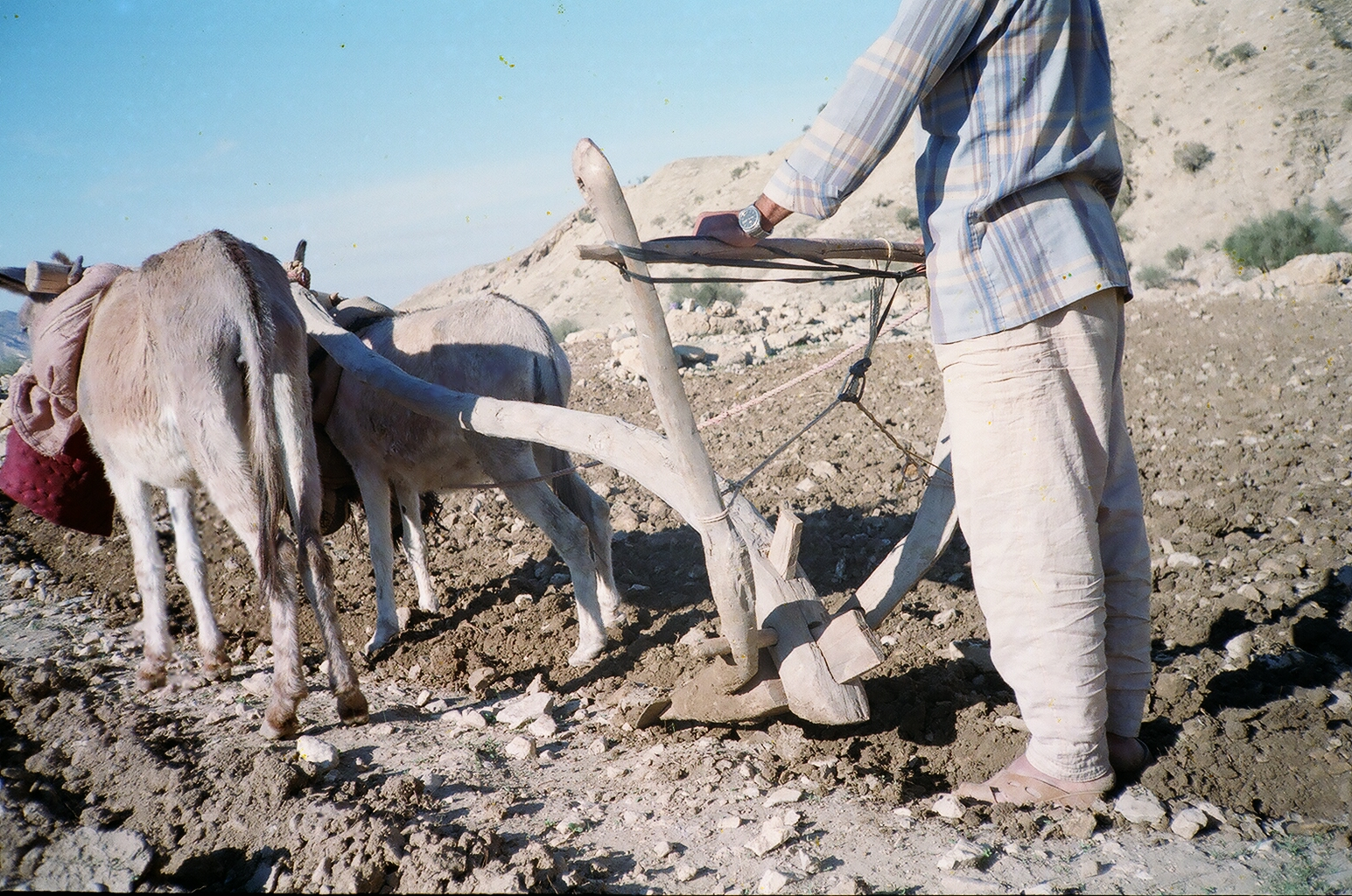
شخم زدن زمین به وسیله خیش و الاغ

پاشیدن دانه گندم و شخم زدن زمین

### قالیچه

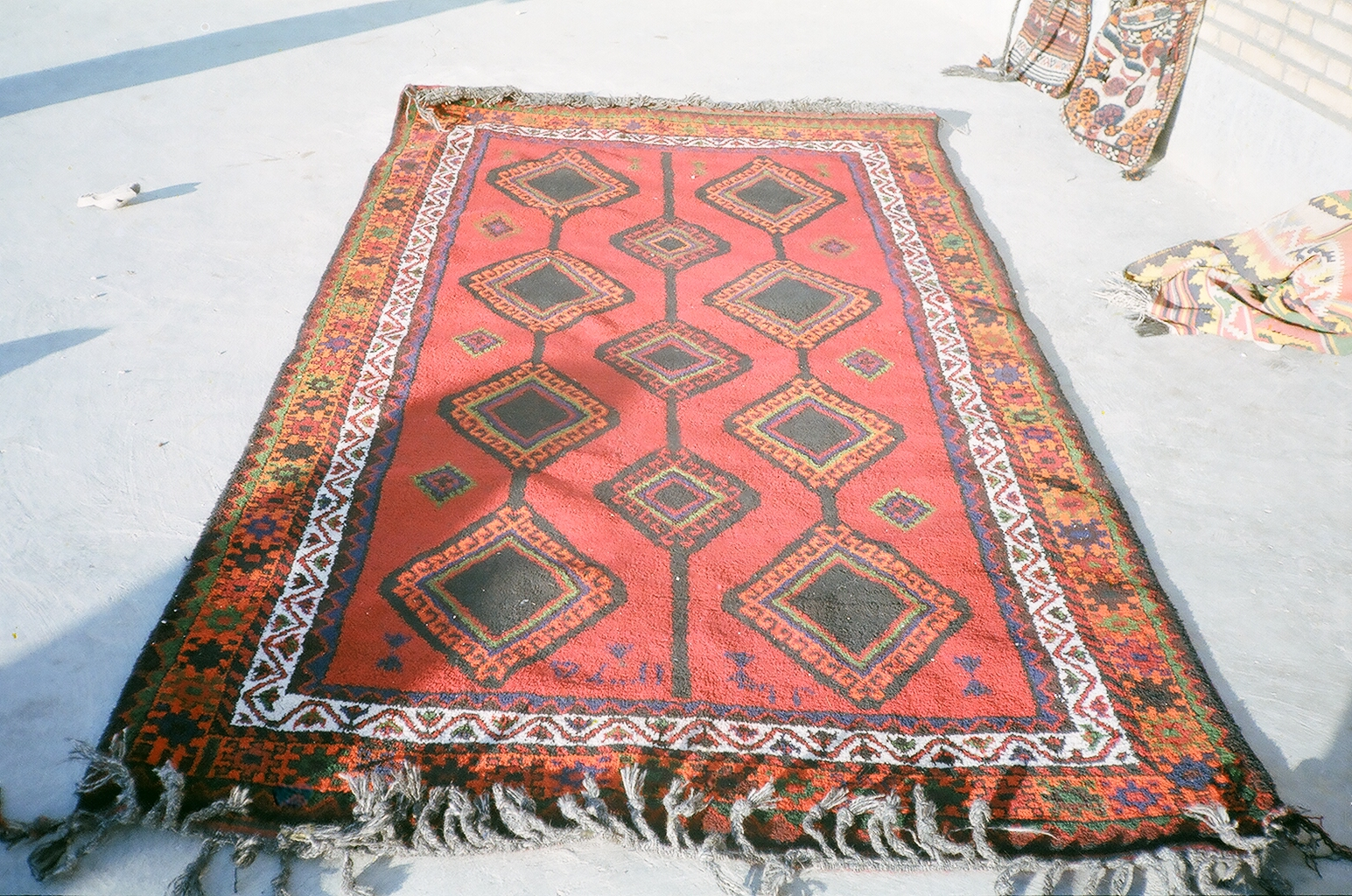
قالیچه بافته شده در روستای کفشکنان

### مشک

چند نمونه مشک در مشک گاه

## صنایع دستی

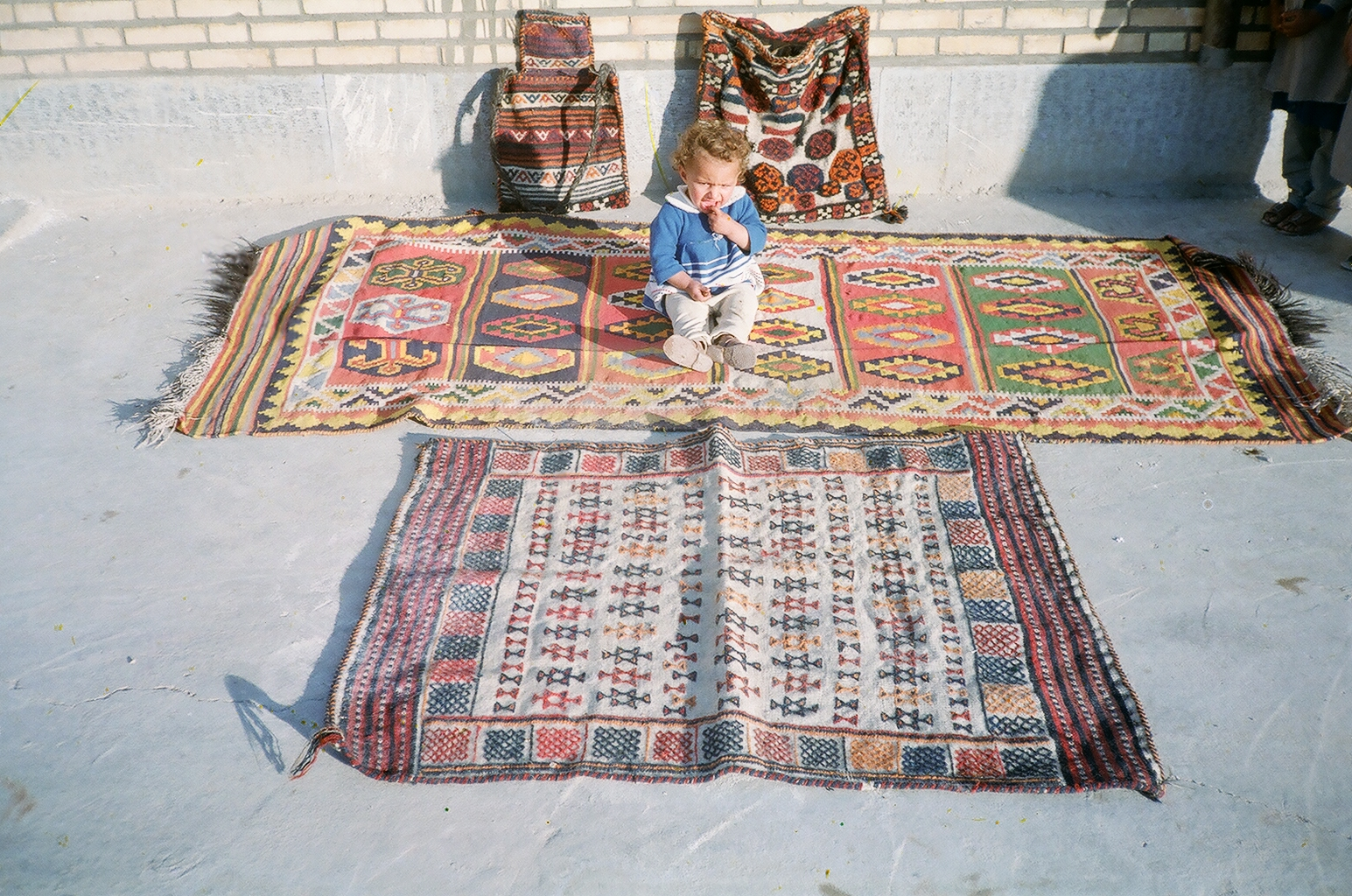
از بالا به پائین از راست به چپ: جعبه دان، نمکدان یا تیوری، گلیم، سفره

### گبه
شبیه قالیچه است با این تفاوت که از بند رنگ نشده بافته می‌شود.

### هور
وسیله‌ای است که از پشم گوسفند و موی بز ساخته می‌شود و دارای دو لنگه جداگانه می‌باشد که از آن برای حمل گندم و جو و آرد و انبار کردن آنان استفاده می‌شود.

### سفره
فرشی است بدون کرک که به شکل ساده و گلدار بافته می‌شود و در اندازه‌های یک و نیم در یک و نیم یا بیشتر جهت استفاده هنگام پختن نان از آن استفاده می‌کنند که ارد و خمیر و وسایل مورد نیاز را روی آن پهن می‌کنند.

### آئینه دان
جهت گذاشتن آئینه و وسایل و لوازم عروس بافته می‌شود.

### آوار
ریسمانی است که از پشم میش با نقش‌های مختلف بافته می‌شود و در پهنای ده الی پانزده سانتی‌متری و درازای دو نیم متر بافته می‌شود و برای حمل مشک اب بر پشت از آن استفاده می‌شود.

### نمکدان
جهت دخیره نمک از آن استفاده می‌شود.

### دست بند
بسیار شبیه آوار است ولی پهنای آن سیزده الی پنج سالنتی متری است و برای بستن بچه و نوزاد در گهواره استفاده می‌شود.

### چادر سیاه
که در زبان محلی به آن بهوون bohoon گفته می‌شود؛ و از موی بز بافته می‌شود و از لت‌های متعدد ساخته می‌شود.

### شله

یک ملار که روی آن یک شله وجود دارد

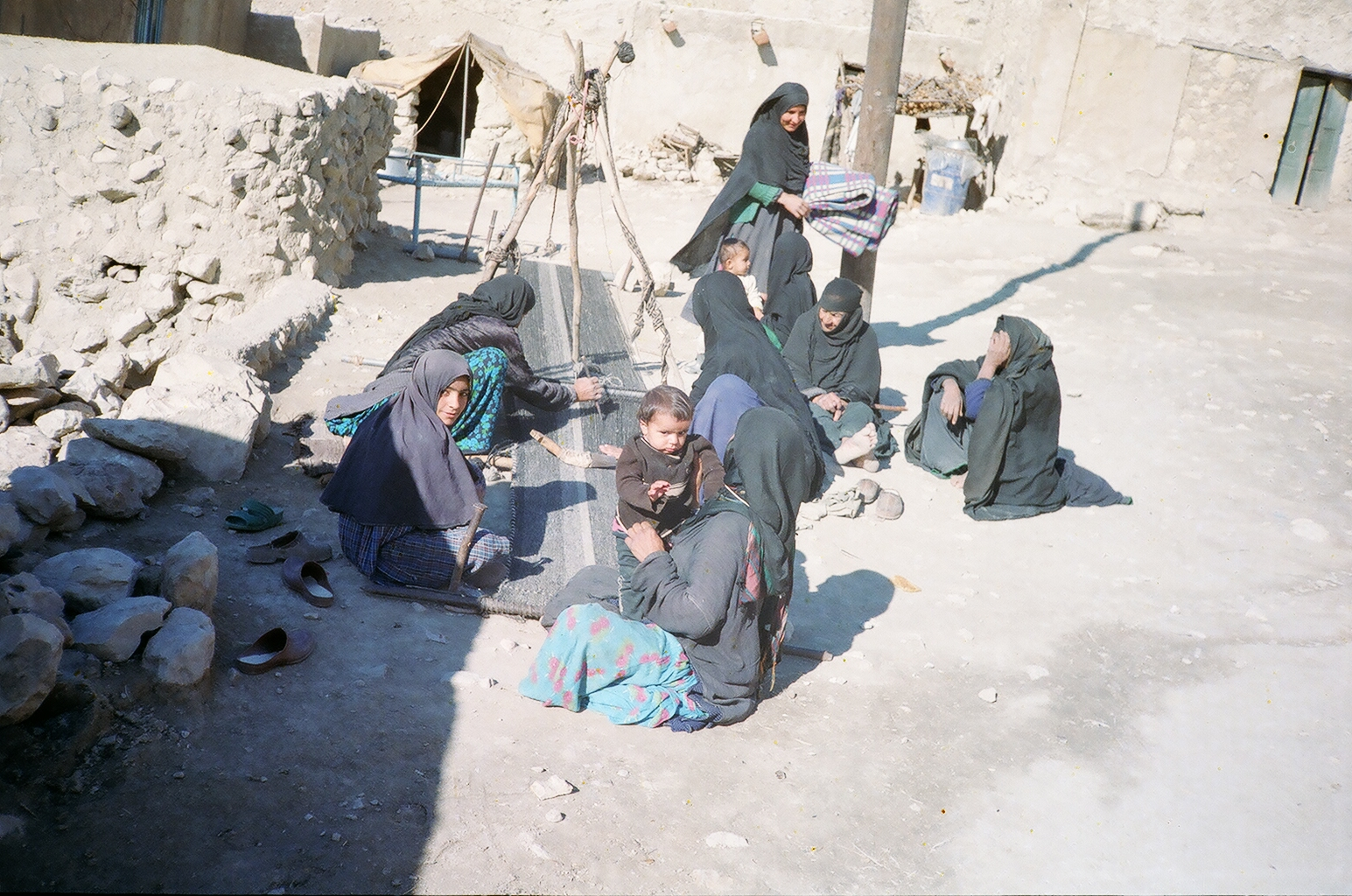
زنان روستای کفشکنان در حال بافتن شله

shalah. به همان روش بهوون بافته می‌شود با این تفاوت که دارای دو لنگه است که بر روی الغ می‌گذارند و مشک یا بشکه آب در آن قرار می‌دهند.

### وریس
veris. وسیله‌ای است که از موی بز ساخته می‌شود و در طول سه متر یا بیشتر و پهنای ده سانتی‌متر برای حمل هیزم و سایر ملزومات و بستن آنان بر روی الاغ استفاده می‌شود.

### تنگاسه
tangasah. شبیه ورپس است. با این تفاوت که پهنای آن عریض تر است و به دو سر ان آهن‌هایی حلقه مانند و طنابی از چرم می‌بندند و برای بستن محکم تر بر پشت الاغ یا قاطر از آن استفاده می‌کنند.

### کرس
kars. از موی بافته می‌شود و طول آن تا سه متر هم می‌رسد ولی عرض آن دایره‌ای مانند است.

### لطف
lataf. از موی بز بافته می‌شود و شبیه بهوون است که معمولاً جداگانه می‌بافند؛ و به وسیله چوب‌های نوک تیزی به بهوون متصل می‌شود تا دیواره‌های آن را تشکیل دهد و مانع از ورود باد و آب به درون بهوون شود.

### جل
jol. شبیه شله است و از موی بز بافته می‌شود که برای گذاشتن زیر هور یا شله و از اذیت نکردن پشت چارپا استفاده می‌شود.

### خیش چوبی
khish. آلتی است چوبی که با بستن آن به الاغ یا گاو زمین را شخم می‌زنند. این ابزار با طرز ماهرانه‌ای و از قطعات مختلف به نام محلی از جمله رونه، پاخیش، همه کش، سهل و … ساخته شده‌است که قطعات دیگری نیز به آن ضمیمه می‌شود و معمولاً بر گردن الاغ و قاطر می‌بندند و به نام جفت معروف است.

### چماق
chomagh. چوبی است که در اندازه‌های مختلف ساخته می‌شود و سر آن کمی کلفت‌تر و به شکل زیبایی تزئین شده‌است و نوع دیگر آن که به یک سر آن فلز خاصی قرار می‌دهند برای دفاع شخصی در نزاع‌ها از آن استفاده می‌کنند.

### سرکو
seco. وسیله چوبی است که برای کوبیدن برنج و گندم و سایر مواد غذایی از آن استفاده می‌کنند.

سرکو و دسته سرکو

### سبد

سبد یا سله

نام محلی آن سله salah می‌باشد. این وسیله از ساقه‌های نازک درخت بادام تلخ کوهی ساخته می‌شود و برای نگهداری میوه‌ها و گذاشتن مشک روغن و ظروف از آن استفاده می‌شود.

### رنجک
ronjok. وسیله‌ای است که دارای دسته‌ای چوبی و سری آهنی که شبیه چاقو است با این تفاوت که تیغه آن کوچک‌تر و انحای خاصی شبیه داس دارد که برای بریدن سبزیجات و کندن پوست بلوط استفاده می‌شود.

### دلو
delaw. چوبی است با دسته‌ای حدود یک متر یا بیشتر و دو زائده کمتر از نیم متر که معمولاً از چوب‌هایی استفاده می‌شود که خود دو لبه داشته باشند و برای حمل خار از آن استفادهمی‌کنند.

## روستاهای تابع

### کفشکنان
این روستا مرکز دهستان کفشکنان می‌باشد. کفشکنان قدیمی‌ترین روستای دهستان می‌باشد؛ که بر اثر کوچ مردم در پی زلزله سال ۶۷ کم جمعیت گشته‌است. بقعه متبرکه امامزاده سید جمال الدین برادر دو امامزاده دهستان سید حسین و سید احمد خاک دهستان را عطرآگین کرده‌است. مردم این ده افتخار دارند که چهار شهید به نام‌های شهید محمد علی‌پور خشاب، شهید ظفر کریمی خشاب، شهید بشیر کریمی خشاب و شهید اردشیر کریمی خشاب را تقدیم این ملت نموده‌اند. روستا دارای مدرسه ابتدائی، راهنمایی، دبیرستان (چندی پیش تعطیل شد) و نمایندگی (محل استقرار اکیپ آموزش و پروش که چند سال پیش برچیده شد) بوده‌است. روستا دارای مرکز درمانی و بهداشتی با دکتر و ماما و داروخانه و امکانات پزشکی می‌باشد. خانه بهداشت که با یک کارورز، بهداشت خانواده‌های روستا را تأمین می‌کند نیز در روستا مشغول است. پایگاه مقاومت بسیج و دو مسجد و یک حسینیه از دیگر مراکز موجود در ده می‌باشد. دو چشمه آب تلخ در دوسوی ده به نام خشاب تلخ و آو تهلو وجود داشت که هم‌اکنون به صورت فصلی می‌جوشند. شغل عمده مردم دامداری و در صورت شرایط مساعد جوی کشاورزی است.

### خشاب شیرین

چشمه خشاب شیرین

خرگاه چشمه خشاب شیرین

این قصبه دارای چشمه آّب شیرین و زلال می‌باشد که در مجاورت آن باغستان‌های مرکبات و نخیلات به وجود آمده‌است که منظره‌ای چشم‌نواز دارد و دمای این روستا نسبت به دیگر نقاط دهستان پایین‌تر می‌باشد.
بقعه متبرکه امامزاده حسین برادر امامزاده سید جمال الدین و امامزاده احمد در میان این باغستان‌ها واقع است.
روستا دارای دو قسمت دره و مله می‌باشد. یعنی دره خشاب که باغات و چشمه آب شیرین و امامزاده در آن فرار گرفته و مله(melah)که قسمت بالای دره را می‌گویند؛ و اکثر جمعیت روستا در آن قسمت فرار دارد.

### خشاب تلخ
ساکنین فعلی روستای کفشکنان قبلاً در این محل سکونت داشته‌اند و ویرانه‌های ساختمان‌های آنان هنوز باقی می‌باشد. در پایین روستا چشمه آب تلخ بزرگی وجود داشت.
علت اصلی کوچ مردم این قصبه به بالاتر که روستای کفشکنان باشد گذشتن خط لوله اصلی گاز بود که صدای مهیبی هنگام تمییز کردن لوله ایجاد می‌کرد و باعث وحشت کودکان می‌شد.

### چارکرتل
روستایی کوهستانی در نزدیکی سه گنبدان می‌باشد که هم‌اکنون به خاطر وجود سد مارون خالی از سکنه می‌باشد.

### ملک دان
ملک دان (در گویش محلی ملیدون) منطقه‌ای خوش آب و هوا (در حد فاصل بین دهستان کفش کنان و بلوط حصار واقع شده) که نما و فضای طبیعی و دلچسب آن در تمامی ایام سال پذیرای کوتاه مدت و بلند مدت مسافران و بازدید کنندگان می‌باشد به علاوه احداث بادامستان در این منطقه و حواشی آن بر زیبایی و نشاط این منطقه دو صد چندان افزوده است. بهترین ایام برای دیدار از این منطقه در ایام تعطیلات عید نوروز می‌باشد که هجوم اکثر مردم از شهرستان بهبهان و مناطق حومه و اتراق‌های بلند مدت و کوتاه مدت این افراد خود بیانگر زیبایی خاص این منطقه می‌باشد. پهنه‌های گل سرخ و درختان کنار و بادام و پوشش گیاهی متفاوت و دلنشین این منطقه از جذابیت‌های این منطقه می‌باشد.

### بلوط حصار
این روستا در بالاترین سطح منطقه رودتلخی واقع شده‌است و دارای آب و هوایی خوش می‌باشد. در فصل بهار سرسبز و دیدنی‌ترین نقطه شهرهای بهبهان و دهدشت می‌باشد. در این روستا بقعه متبرک امامزاده امیرنجم الدین واقع است و روستا مشرف به دریاچه سد مارون بوده که فضای ان را رؤیایی کرده‌است. همچنین دکل‌های مخابرات شرکت گاز در آن قرار دارد. حاج حسین رحمانی بزرگ این روستاواز مشاهیر به نام کهگیلویه وبهبهان بود. محصولات این منطقه شامل:بادام کوهی، بلوط، کنار، کلخنگ می‌باشد. راه این روستا اسفالته بوده ولی فاقد آب آشامیدنی لوله‌کشی می‌باشد. در حال حاضر ساکنان قبلی روستا در حال عمران و آبادانی آن هستند و تصمیم بر آن است که این روستا به یک قطب گردشگری تبدیل شود. در ضمن بزرگ این روستا فردی مؤمن و شجاع و مردم دوست به نام حاج سردار دواره بود روحش شاد.

### قلعه بنی
نام این روستا در نقشه‌های آمریکا قلعه ملا ولی خان است. ملا ولی خان که قبلاً از خوانین این منطقه بوده دستور ساخت این محل را می‌دهد ولی هرگز عمرش به اتمام آن نمی‌رسد و در سن ۴۰ سالگی وفات می‌کند. روستا دارای باغات نخل بوده و درآمد مردم آن عمدتاً از دامداری بوده‌است ولی بخش‌های عمده‌ای از روستا در اثر زلزله سال ۶۷ نابود شده‌است و هم‌اکنون روستا فاقد آب آشامیدنی می‌باشد واهالی که ساکن این روستا بوده‌اند آب خود را از روستای بالاتر خود به نام خشاب شیرین به دست می‌آورده‌اند.

### شهرک ولی عصر (میدان غلامک)
این شهرک دارای جمعیتی بالغ بر هزارنفر است و دارای امکاناتی ازجمله: جدول کشی کوچه‌ها و خیابان اصلی، مرکز مستقل اینترنت، پست بانک وگازکشی کامل است که در سال ۸۸–۸۷به بهره‌برداری رسیده‌است. بیشتر مردم این شهرک فرهنگی هستند و در استان سطح چمشگیری از این لحاظ حائض می‌باشند.

### پشت کوه ملا طهماسب (رُچ)
نخستین روستا و دروازه ورودی به مجموعه روستاهای پشتکوه رودتلخی. این روستا با ۱۲۰خانوار در سال ۱۳۹۰ با زحمات و حمایت‌های بی‌دریغ مهندس حسن کریمی مدیرعامل برق منطقه‌ای کهگیلویه و بویر احمد به شبکه سراسری برق متصل شد.

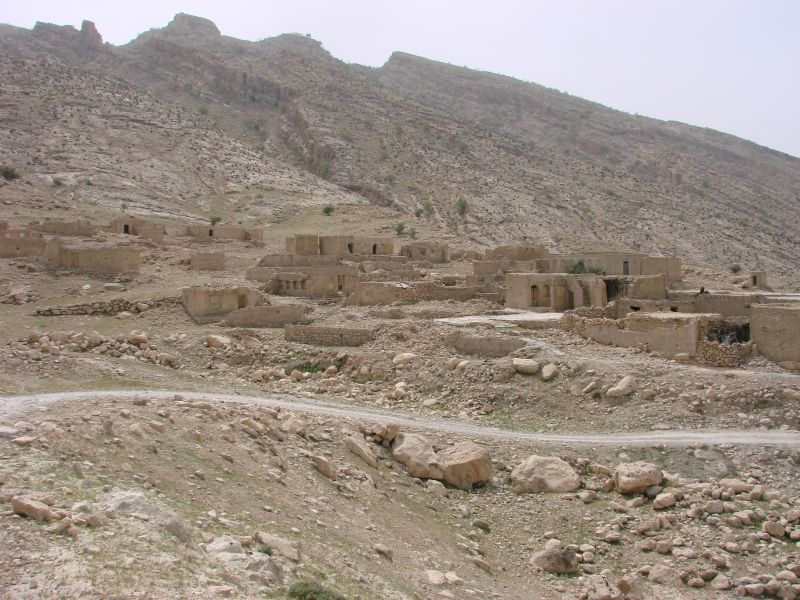
نمایی از روستای پشتکوه مُلاطهماسب (رُچ)

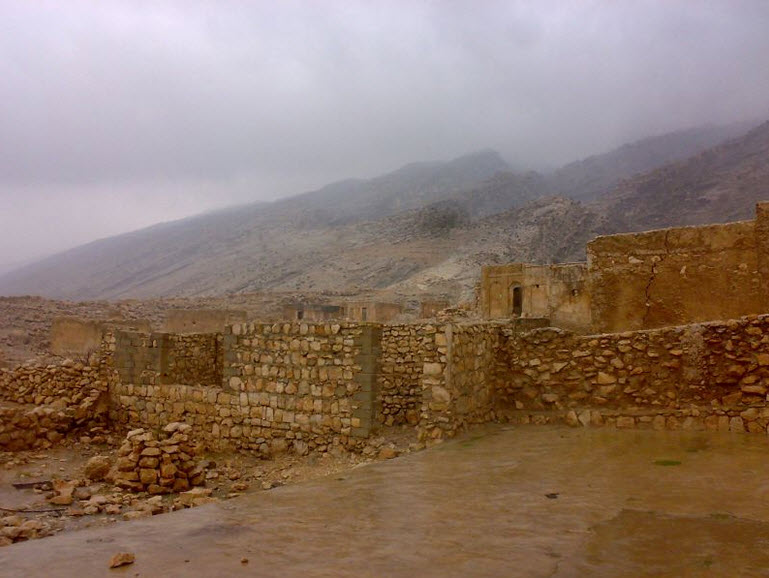
روستای رُچ در یک روز بارانی

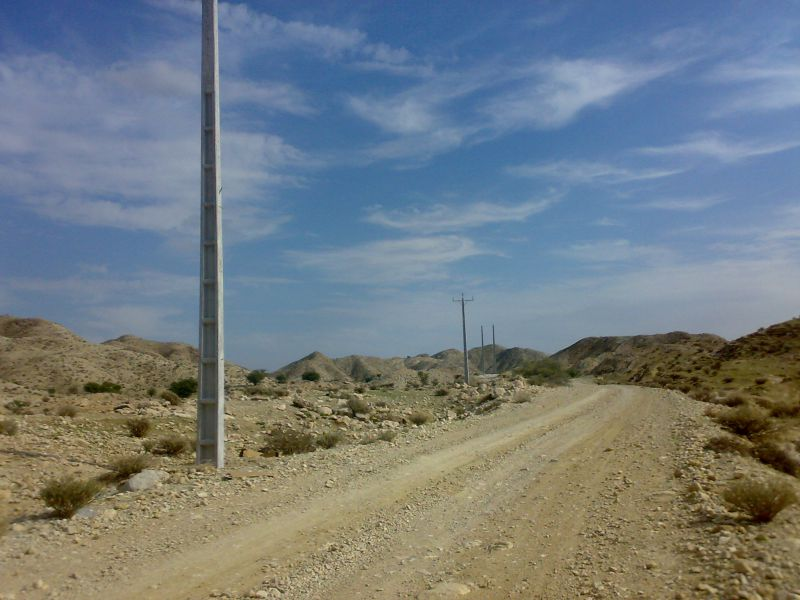
عملیات برق رسانی به پشتکوه ملاطهماسب

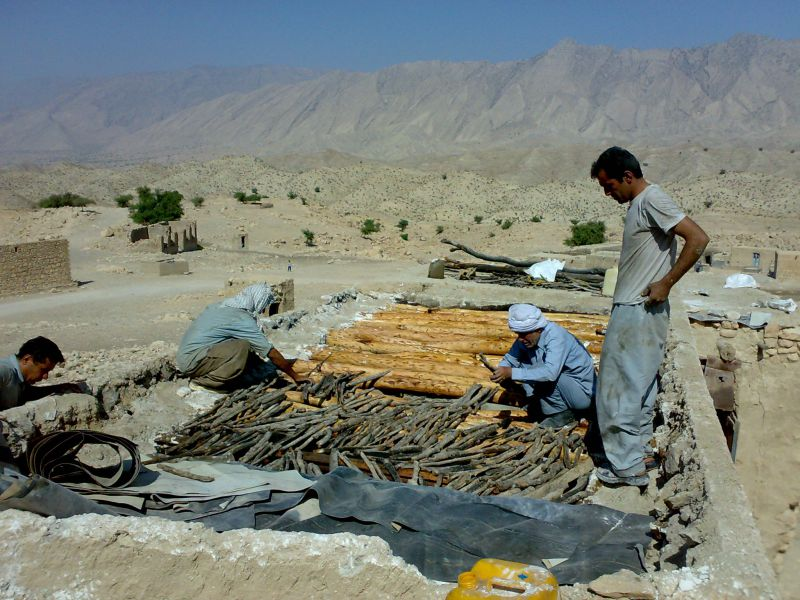
حاج قربان شجاعی و نورمحمد اکبری و کریم شجاعی در حال بازسازی سقف یک خانه در رُچ

### ده عبد محمد
ده عبد محمد به نام بزرگ آن عبدالمحمد کریمی نامگذاری شده که مردی بزرگ و مؤمن و قاری قرآن و مؤذن بوده وهمواره در راه صلاح ایل بزرگ طیبی قدم برداشته‌اند از وی ۶ پسر به نام‌های مرحوم علی حیدر: قدرت، روزعلی، نورعلی، صفدر، میرزا به جا مانده‌است. این ده دارای درختان کنارریا، بادام کوهی و کلخنگ است. در فصل بهار دارای آب و هوای خوش و سرسبز می‌باشد. دیدن آن در فصل بهار و پاییز شگفت‌انگیز بود. هم‌اکنون این روستا خالی از سکنه می‌باشد ولی در فصل بهار می‌توان گروه زیادی از افراد که از آن دیدن می‌کنند را مشاهده نمود.

### سه گنبدان
این روستا دارای سه آتشکده مجزا و مستقل بوده‌است. وسعت زمین مجاورت با رودخانه مارون باغستان‌های مرکبات و نخیلات را به وجود آورده و همچنین مقدار غله زیر کشت آن بسیار بالا بوده‌است.
متأسفانه بعد از آبگیری سد مارون این روستا با تمام باغات و آتشکده‌های قدیمی به زیر سد مارون فرورفت و در آب غرق گشته راه مواصلاتی دهستان که از روی رودخانه مارون به سمت دهدشت وجود داشت و قدمت آن به قبل از انقلاب می‌رسید و راهی برای ارتباط خویشاوندان این دهستان با دیگر خویشاوندانشان در لنده و سوق و دیگر نقاط طیبی‌نشین بود به زیر سد مارون رفته‌است؛ و تاکنون هیچ راه مستقلی برای آنان ایجاد نشده و جبران خسارتی هم از سوی دولت به مردم این منطقه صورت نگرفته‌است.
ده عبد محمد به نام بزرگ آن عبدالمحمد کریمی نامگذاری شده که مردی بزرگ و مؤمن و قاری قرآن و مؤذن بوده وهمواره در راه صلاح ایل بزرگ طیبی قدم برداشته‌اند از وی ۶ پسر به نام‌های مرحوم علی حیدر: قدرت، روزعلی، نورعلی، صفدر، میرزا به جا مانده‌است. این ده دارای درختان کنارریا، بادام کوهی و کلخنگ است. در فصل بهار دارای آب و هوای خوش و سرسبز می‌باشد. دیدن آن در فصل بهار و پاییز شگفت‌انگیز بود.
هم اکنون این روستا خالی از سکنه می‌باشد ولی در فصل بهار می‌توان گروه زیادی از افراد که از آن دیدن می‌کنند را مشاهده نمود.

## امامزاده‌ها
امامزاده عسکر، امامزاده سیدجمال‌الدین، امامزاده حسین خشاب شیرین، امامزاده احمد باغملک، امیر نجم الدین

## رشته کوه‌ها و کوها
- رشته کوه پیتک (سخت کوه)
- چال باغ
- چهارتنگون
- کفشکنان
- پرشوره‌ای
- گوشت بریز
- چونگ نرگسی
- قلم (قله) باغ ملک
- قلم (قله) علی محمد خانی
- قلم (قله) برزیون
- کوه بدیل
- کوه چم سیاه
- کوه باقله کار

## چشمه‌ها
روستا دارای سه چشمهٔ آب شیرین زیر است:
- خشاب شیرین
- باغ ملک
- برزیون

همچنین چند چشمهٔ آب شور (تلخ) نیز دارد:
- خشاب تلخ
- چشمه کل سورو (چاله شور)

## گیاگان و زیواگان
درختان این روستا شامل بلوط، بادام تلخ، بن، کلخنگ، کهزی (انجیر وحشی)، کنار، رملک، زالزالک (سیسن)، کتیرا، کرتل، آویشن، ارزن نوعی بادام کوهی، گز، بید، لیمو، زیتون، پرتقال، تنگس نوعی بادام کوهی، کیکم درختی بی‌ثمر است، بنیو نوعی بن، آوندول، کنگر، گوپل می‌شود.
جانورانی چون خرگوش، بز کوهی، آهو، خرس، گراز، ببر، تیهو، کبگ، شغال، کفتار، جوجه تیغی، کبوتر وحشی، هدهد، باز، عقاب، قوش، بلبل، قمری، پلنگ، سوسمار (گرگراک)، موش صحرائی، موش کور، گنجشک، مار، عقرب، رتیل، زنبور زرد، زنبور عسل، زنبور گاوی، گنجشگ کوچک جیرجیرو، آفتاب‌پرست، * بک مار، بلدرچین، مرغ کوهی، کلاغ، تیترمون، سمور، لیلیکو نیز در کفشکنان حضور دارند یا دیده شده‌اند.